# Le Bourget (stanice metra v Paříži)
Le Bourget je plánovaná stanice pro linky 16 a 17 v síti Grand Paris Express, která se bude nacházet ve městě Le Bourget v departementu Seine-Saint-Denis.

## Popis
Přestupní stanice Le Bourget bude sloužit lince 16 a lince 17, která povede na letiště Charlese de Gaulla. Stanice metra, která se nachází v trojúhelníku tvořeném RER B, Grande Ceinture a avenue de la Division-Leclerc, bude mít čtyři koleje, dvě pro linku 16 a dvě pro linku 17. Nástupiště se budou nacházet v hloubce 22,5 m.
Návrh stanice byl svěřen Elizabeth de Portzamparc. Ve spolupráci s architektkou navrhl dánský umělec Jeppe Hein pro stanici umělecké dílo.
Na nádraží bude také freska od Philippine Joyeux na nástupištích linky 16 a freska od Ronalda Curchoda na nástupištích linky 17.
Přípravné práce (demolice, přeložky inženýrských sítí) byly zahájeny v prosinci 2016.
Stavební práce na stanici byly oficiálně zahájeny 13. a 14. října 2018.
Stavbu stanice vede skupina Egis Rail / Tractebel. Stavební práce na stanici byly zadány konsorciu složenému z firem Eiffage Génie Civil, Razel Bec, Eiffage Rail, TSO a TSO Caténaires. Zprovoznění stanice je plánováno na rok 2026.
Po v dubnu 2018 byly zahájeny stavební práce na stanici výstavbou membránových stěn podzemní části stanice. Tato hlavní etapa projektu byla ukončena v druhé polovině roku 2019, kdy byly zahájeny výkopové práce.

## Linka 7
Prodloužení linky 7 z La Courneuve – 8 Mai 1945 do stanice Le Bourget je zahrnuto do hlavního plánu pro region Île-de-France přijatého regionální radou Île-de-France dne 18. října 2013 a schváleno výnosem po doporučení Státní rady dne 27. prosince 2013. Podle tohoto plánu se počítá s uvedením do provozu před rokem 2030.
V plánech hlavního rozvoje regionu do roku 2040 je rozšíření s pokračování ke konečné stanici u radnice v Drancy.